# 蔡骏
蔡骏（1978年12月23日—），上海人，中国作家。中国作家协会会员。

## 生平
2000年起发表作品，同年获“贝塔斯曼·人民文学”新人奖。2001年长篇小说《病毒》横空出世，至今已出版《地狱的第19层》（获2005新浪年度图书奖）《荒村公寓》《旋转门》等长篇小说15部。“蔡骏心理悬疑小说”已申请注册商标保护。截至2007年1月，蔡骏作品在中国大陆累计发行达500万册，连续三年保持中国原创悬疑类小说畅销纪录。

## 著作
- 长篇小说：

《地狱变》
《病毒》
《诅咒》
《猫眼》
《神在看着你》
《夜半笛声》
《幽灵客栈》
《荒村公寓》
《地狱的第19层》
《荒村归来》
《玛格丽特的秘密》
《旋转门》
《蝴蝶公墓》
《天机》（第一季：沉睡之城）
《天机》（第二季：罗刹之国）
《天机》（第三季：大空城之夜）
《天机》（第四季：末日审判）
《人间》（上卷：谁是我）
《人间》（中卷：复活夜）
《人间》（下卷：拯救者）
《谋杀似水年华》
《偷窥120天》
- 中短篇小说集：《爱人的头颅》、《圣婴》、《迷城》。
- 翻译小说：《沉没之鱼》（原著：谭恩美）。
- 杂志：《悬疑志》、《悬疑世界》、《谜小说》、《天使侦探社》。